# 2e Commando-brigade (Turkije)
De 2e Commando-brigade is een van de 12 commando-brigades in de Turkse Landmacht. Het valt onder het 4e Korps en heeft zijn hoofdkantoor in Bolu. De eenheid was betrokken bij de Turkse invasie van Cyprus. Een deel van de brigade is anno 2020 gestationeerd in de provincie Hatay ter ondersteuning van een mogelijke Turkse militaire operatie in Syrië.

## Geschiedenis

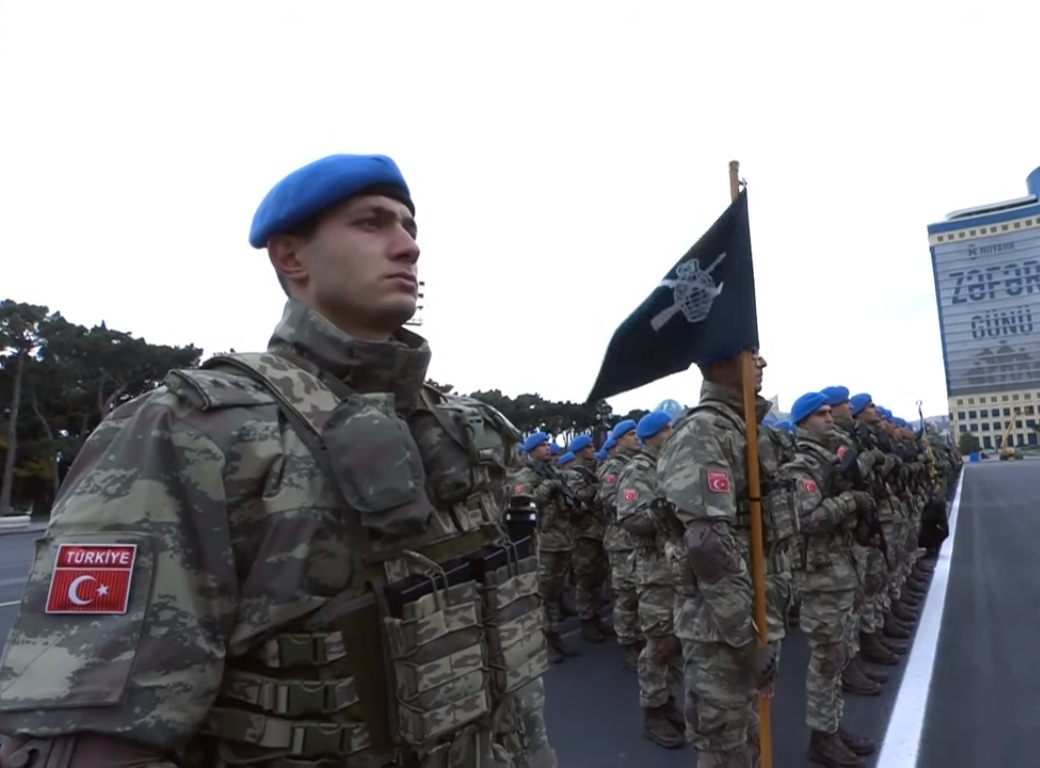
2e Commando-brigade-eenheden tijdens de Overwinningsparade 2020 in Bakoe.

De brigade was in betrokken bij de Turkse invasie van Cyprus. Met de 1e Commando-brigade en Marine was het betrokken bij de Slag om Kyrenia, wat resulteerde in de Turkse overname van de stad. Na de invasie werd de brigade bekroond met de Strijdkrachtenmedaille van voorname moed en zelfopoffering.
De brigade werd ook bekroond met een tweede Strijdkrachtenmedaille van voorname moed en zelfopoffering voor zijn betrokkenheid bij het conflict tegen de Koerdische Arbeiderspartij (PKK).